# Vadaska

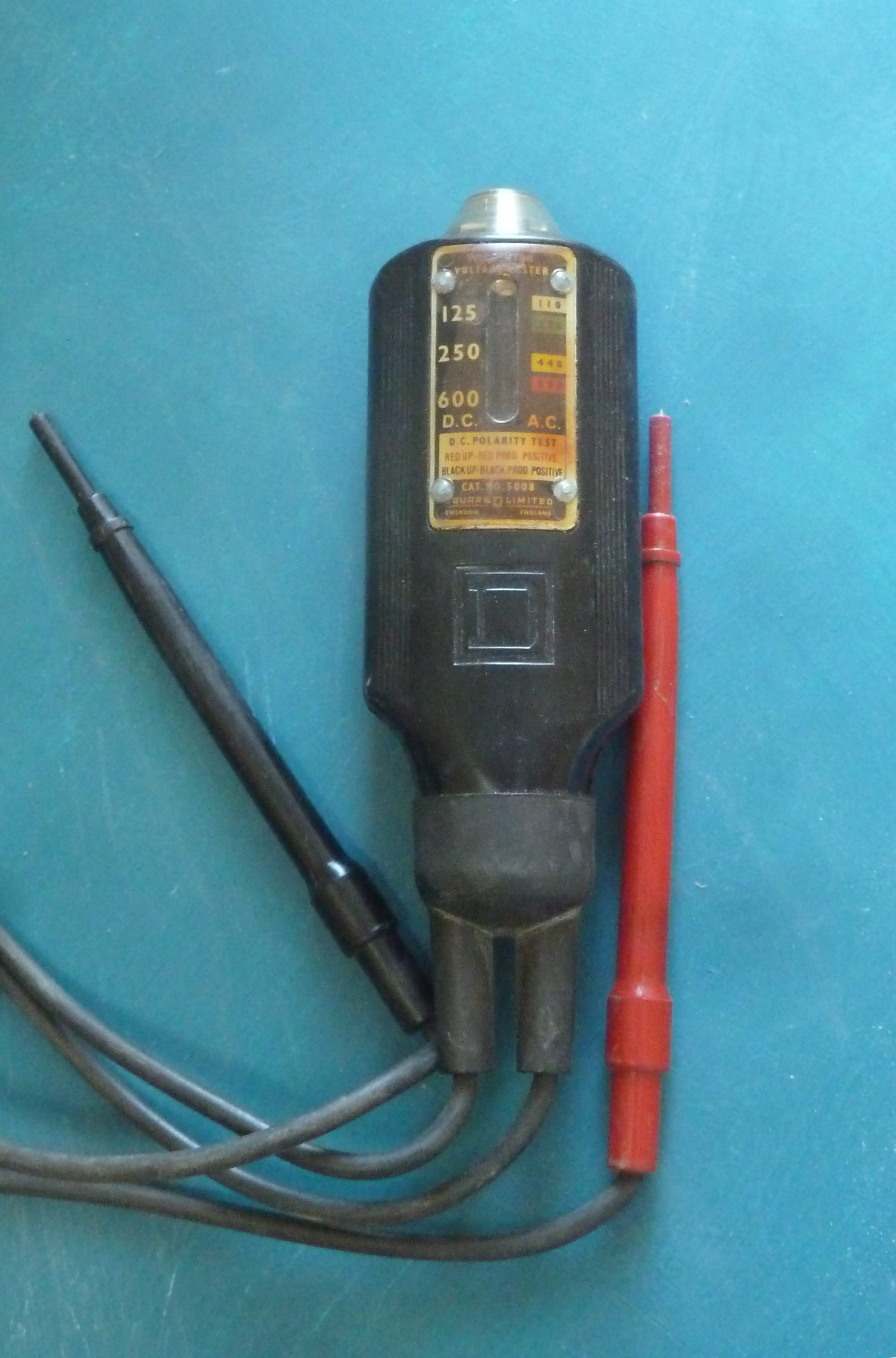
Vadaska se stupnicemi pro stejnosměrné a střídavé napětí

Dvojpólová zkoušečka napětí, slangově Vadaska, je jednoduchý zkušební přístroj pro kontrolu přítomnosti elektrického napětí a orientační měření jeho velikosti.

## Název
Název vadaska vznikl apelativizací ze jména výrobce, pardubické firmy VADAS založené roku 1919 Jaroslavem Vadasem. V USA je tento typ zkoušečky označován jako Wiggy, a to podle vynálezce George P. Wiggintona, který v roce 1918 objevil princip solenoidového voltmetru. V němčině se označuje jako Duspol, rovněž podle názvu výrobce.

## Princip
Uvnitř zkoušečky je elektromagnet ve tvaru solenoidu, který je opatřen pohyblivým jádrem na pružině, na němž je umístěna ručička. Přivedením napětí na cívku pomocí testovacích hrotů vznikne magnetické pole, jehož síla je úměrná velikosti napětí. Tato síla vtáhne jádro do nitra elektromagnetu a ručička tak na stupnici ukáže výši měřeného napětí. Výhodou tohoto systému je jeho jednoduchost, nevyhodami jsou malá přesnost a velký proud odebíraný cívkou (při napětí 230 V řádově desítky mA). Součástí takovéto zkoušečky bývá zpravidla i doutnavka a detektor sledu fází.
Jako vadasky jsou v elektrotechnické praxi označovány i moderní zkoušečky, které mají podobný vzhled, ale fungují na odlišném principu (využívají např. děliče napětí a stupnici ze svítících diod).